# Catacombe di Tal-Mintna
Le catacombe di Tal-Mintna sono un sito archeologico di Malta.
Come le catacombe di San Paolo, quelle presso Tal-Mintna sono un complesso paleocristiano nei pressi della più grande Mqabba. Sono conosciute per gli intarsi elaborati intorno alle aperture dei sepolcri, e per le otto lampade a olio piramidali dirimpetto ad un tavolo cerimoniale.